# Eldfåglarna
Dansikalgruppen Eldfåglarna, ideell dansgrupp/förening bildad 1990 med Stockholm som hemvist. Gruppen har ett dansikalliknande uttryck, glatt och fartigt anslag.
Eldfåglarna består av 15 tjejer i blandad ålder. Gruppens konstnärliga ledare är Ulla Oxelbeck.
Fram till i november 2006 har sju egenproducerade föreställningar presenterats.